# Spanjaardsbrug (Leiden)
Spanjaardsbrug (vroeger Zijlbrugge) is een ophaalbrug in de Nederlandse provincie Zuid-Holland. De brug verzorgt de verbinding tussen de Lage Rijndijk in de gemeente Leiden en de Van der Valk Boumanweg in de gemeente Leiderdorp. De brug uit 1933 overspant de rivier de Zijl en heeft een doorvaarthoogte van 2,41 m. Het bouwjaar en de naam van de (huidige) brug zijn in keramiek aangebracht in de landhoofden. De brug is in eigendom van provincie Zuid-Holland.

## Geschiedenis
Op de huidige locatie staat sinds lange tijd een brug. In het jaar 1000 raakte de Rijn bij Katwijk verstopt. Het water zocht een uitweg zoals naar Spaarndam en Halfweg op het IJ. De Zijl was een van de rivieren die hierbij als belangrijke schakel diende. Al vrij snel moeten over deze rivier (ook wel Sluis of Zijl genoemd) bruggen zijn ontstaan die werden onderhouden door de achterliggende gemeenten.
In 1407 vroeg het stadsbestuur aan de Graaf van Holland de Zijlbrug te verhogen en verbreden. Deze toestemming kwam er en er werd een verdeelsleutel voor toekomstige kosten afgesproken 2/3 voor Leiden en 1/3 voor Hoogheemraadschap van Rijnland. Het onderhoud verliep niet soepel want in 1486 moest Rijnlanden bevelen de brug te vernieuwen. Rond 1524 was vernieuwing opnieuw noodzakelijk en er ontstond getouwtrek wie voor de kosten op zou draaien. Leiden was nagenoeg bankroet en had surseance van betaling. Na veel geharrewar werd dit bestek pas in 1534 uitgevoerd.
Op 26 mei 1574 kwamen de Spanjaarden met schepen over het Haarlemmermeer naar de "Spanjaerdsbrug" om Leiden te belegeren. De naam de brug stamt uit de tijd dat er een schans was gelegen tegen de Spanjaarden. De Spanjaarden hadden een groot legerkamp gemaakt van Leiderdorp. Zodra de Spanjaarden waren vertrokken werd dit kamp door Leiden opgeruimd. De brug overleefde de Spaanse bezetting niet en werd hierna verschillende malen gerestaureerd en herbouwd.
In 1891 werd de brug vernieuwd en in 1931 werd "Het Zijlhek", waar tol werd geheven, opgeheven. In 1933 werd een nieuwe brug gebouwd.
De brug en het brughuisje hebben beide de status rijksmonument. Ze staan sinds 2000 ingeschreven in het monumentenregister onder respectievelijk nummer 515074 en 515075.

## Renovatie 2018
In 2018 onderging de brug een grote renovatie. Het brugdek werd met twee hijskranen ontmanteld en op transport gezet naar een externe locatie en na onderhoud weer teruggezet. Verder kreeg de brug een geheel nieuwe verflaag.

## Foto's

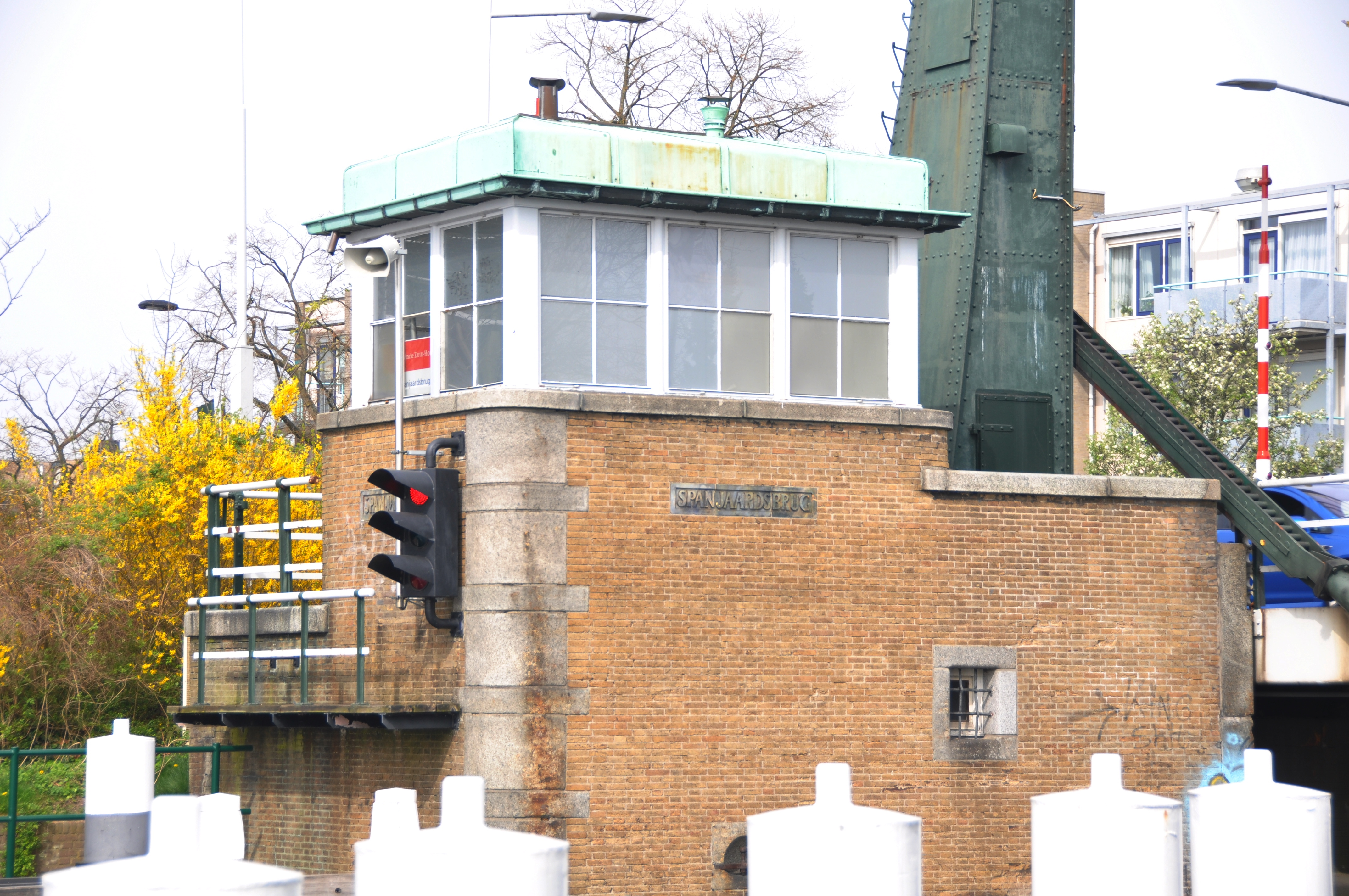
Brughuisje
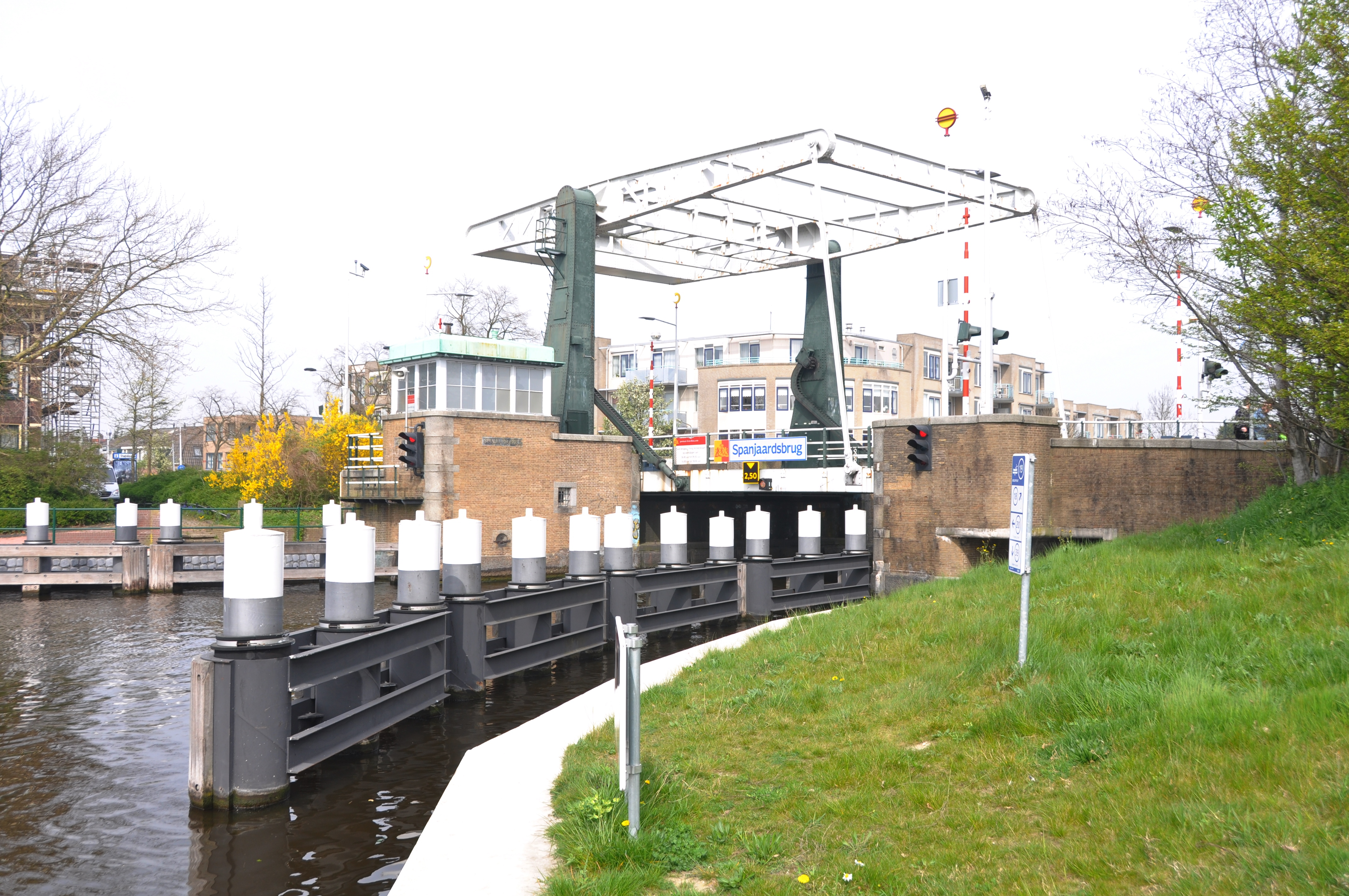
Overzicht
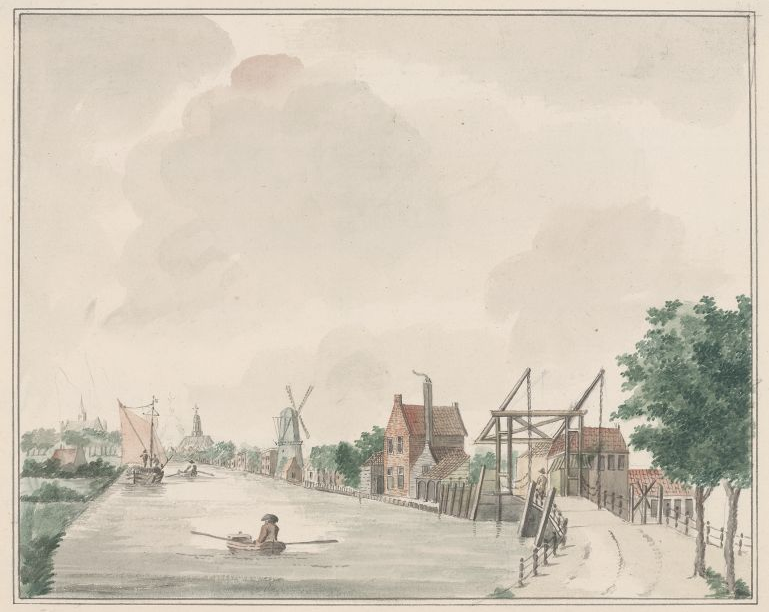
Tekening met de Spanjaardsbrug uit de 18e eeuw